# 宗教裁判所

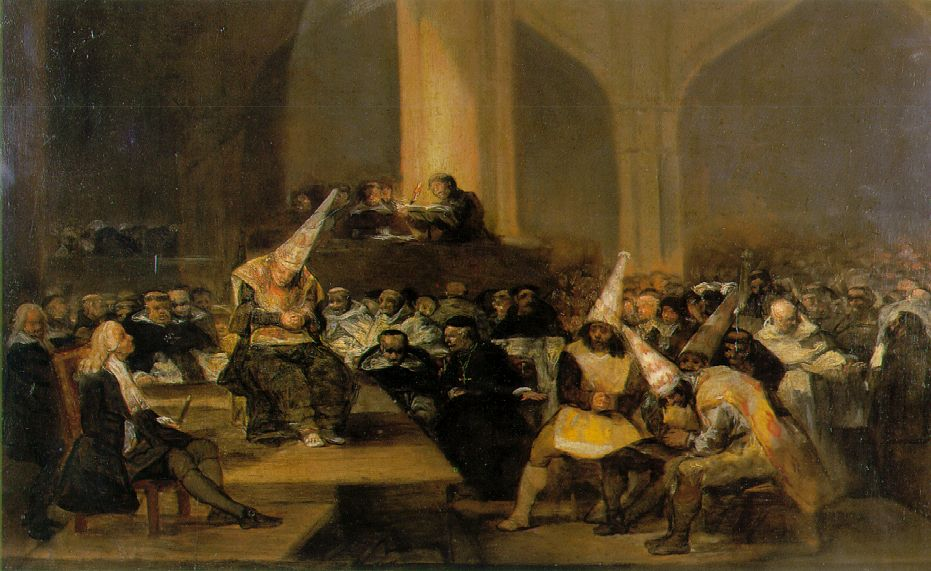
弗朗西斯哥·戈雅绘西班牙宗教裁判所的场景

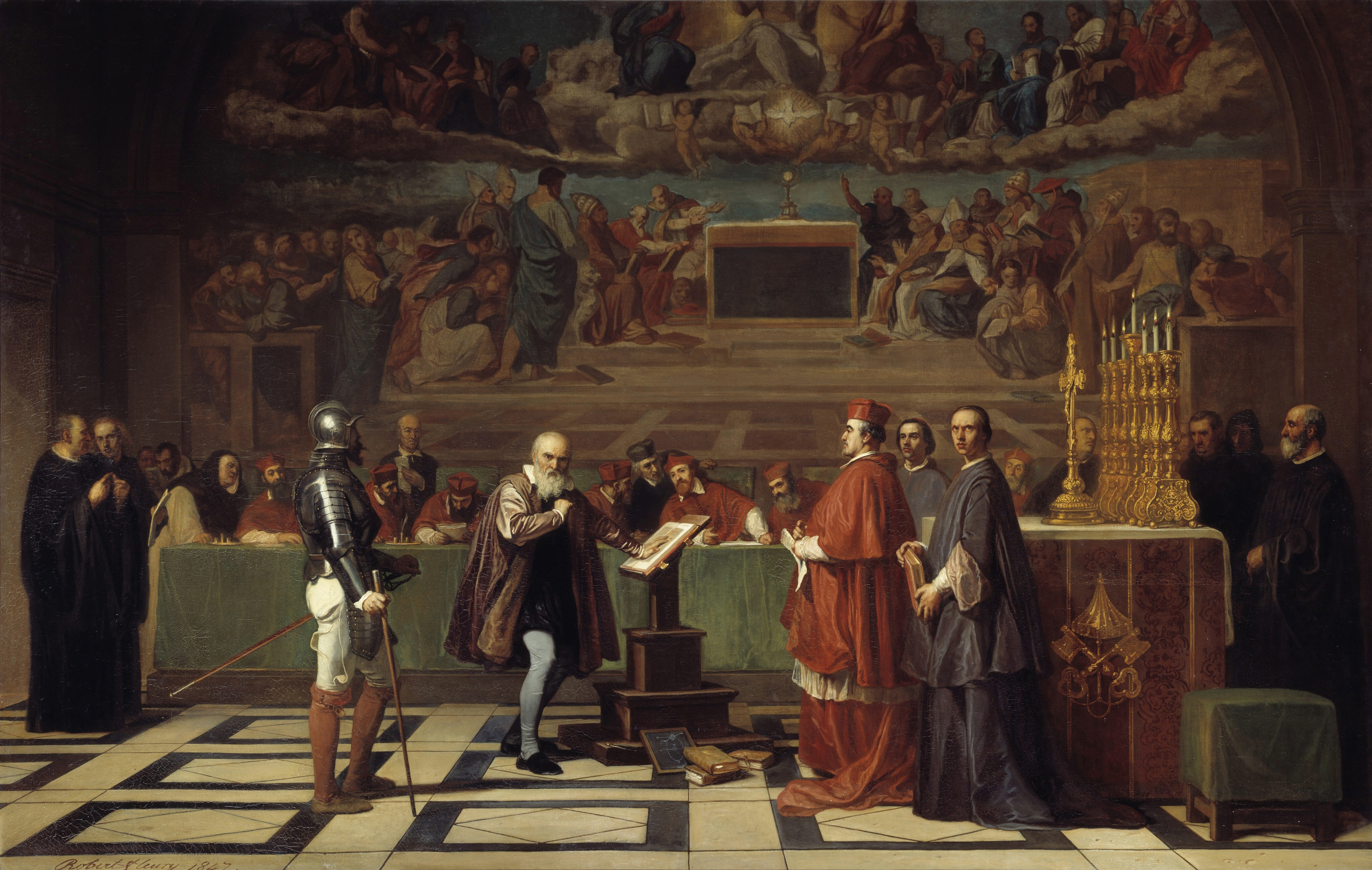
天文学家伽利略·伽利萊出现在罗马宗教裁判所內，Joseph-Nicolas Robert-Fleury所作的一幅19世纪的绘画作品

宗教裁判所（拉丁語：Inquisitio），或稱異端裁判所、異端審问（拉丁語：Inquisitio Haereticae Pravitatis）是教宗額我略九世於1231年決意、由道明會設立的宗教法庭暨祕密警察。此法庭是負責偵查、审判和裁决天主教會認為是異端的法庭，曾监禁和處死異見份子。現今宗教裁判所已改組為教義部。

## 歷史
宗教裁判所的发展主要经历了这样三个阶段：
1. 中世纪宗教裁判所。

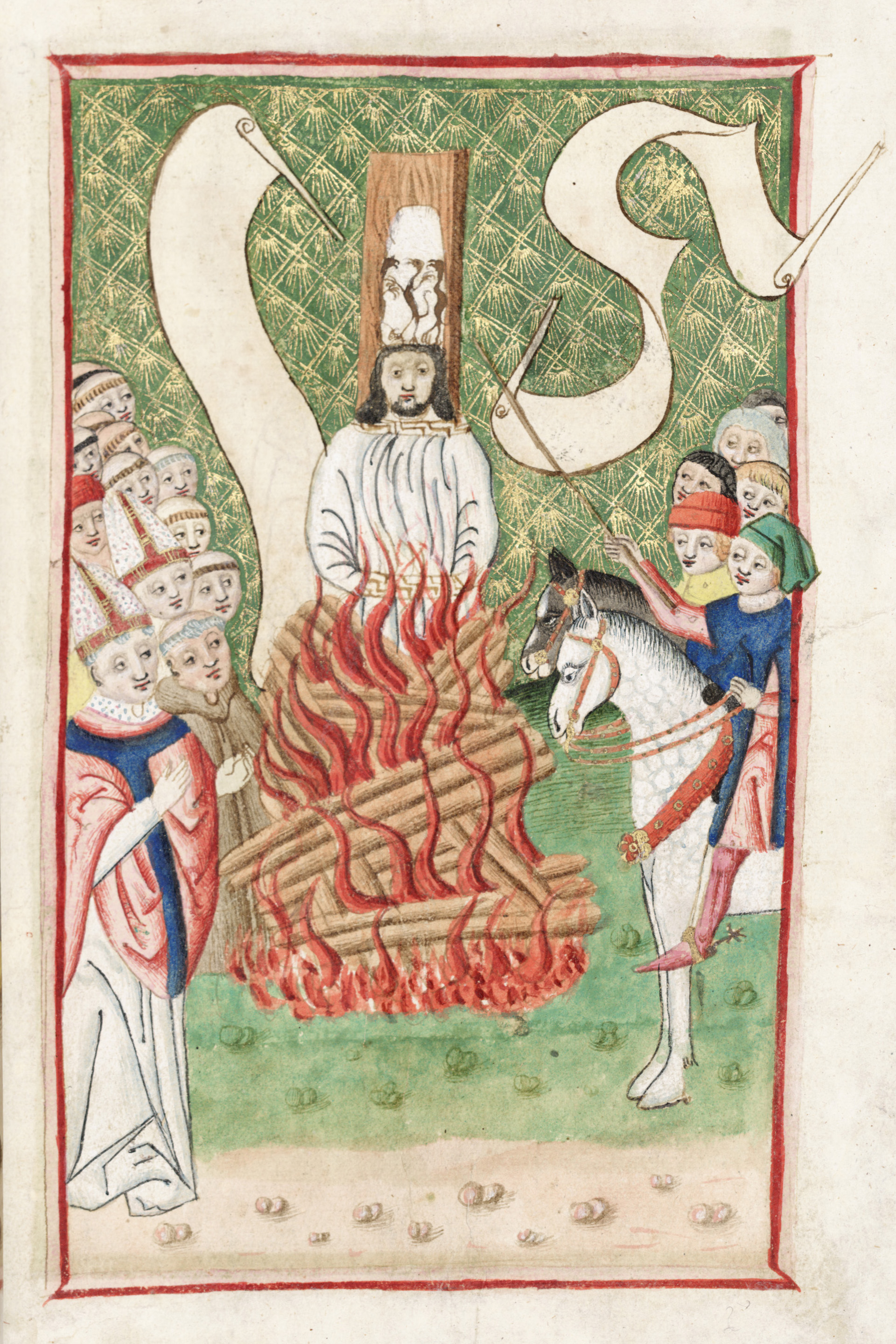
扬·胡斯被处火刑

2. 西班牙宗教裁判所，隶属于西班牙王室，1478年成立
3. 果阿宗教裁判所，隶属于葡萄牙天主教會，1560年成立。
4. 罗马宗教裁判所，即今日圣座信理部前身，1542年成立。

在宗教裁判所成立之前，教会反对异端的任务通常由主教调查，并交由世俗法庭予以制裁。第三屆拉特朗大公會議（1179年）开始对此进行立法，成为后来十字軍对阿尔比派镇压的法律依据。1224年皇帝腓特烈二世对异端执行了火刑，后格里高利九世对此萧规曹随。
宗教裁判所最初在教区建立，由主教掌握。由于主教有时不在自己的教区抑或公务缠身无暇顾及，导致当时的宗教裁判所效率低下。教宗額我略九世在13世纪30年代发布通谕，建立直属教宗管辖宗教裁判所。額我略九世於1231年發表《絕罰通論》（Excommunicamus）來譴責異端，並想到新的措施來對付異端，在德國、法國北部、郎格多克以及義大利都設立了異端裁判所。而受派去異端裁判所的審判員大多都是道明會的修士。在昔日歐洲，異端裁判所是聲名狼籍的，是不光彩的，但當時的異端裁判所並不是一個機構，充其量只是一系列的宗教審判員，1252年，教宗依諾增爵四世進一步批准宗教裁判所可以在审讯用刑。可用刑罰包括没收全部财产、鞭笞、监禁、终身监禁，不撤銷自己異端思想的下場是火刑。由於有權搜捕嫌疑犯及同伙，這使得人人自危。
宗教裁判所存在的几个世纪中，以宗教为名进行了许多不当的审判。宗教裁判所限制了中世纪的西欧思想文化的发展，卻巩固了教会的权威。另一方面，宗教裁判所與十字軍一樣，為天主教歷史留下污名。

### 中世纪宗教裁判所
1229年在土魯斯曾召開一個重要會議，為要對付當時迦他利派與瓦勒度派的勢力，所以在會議中決定除了聖詠集和日誦祈禱書中所有經文以外，禁止所有的平信徒購買《聖經》，特別是所有的聖經譯本。會議中第二件重要性的行動就是異端裁判所的成立。中世紀後期的羅馬皇帝判迦他利派與瓦勒度派為異端。

### 西班牙宗教裁判所

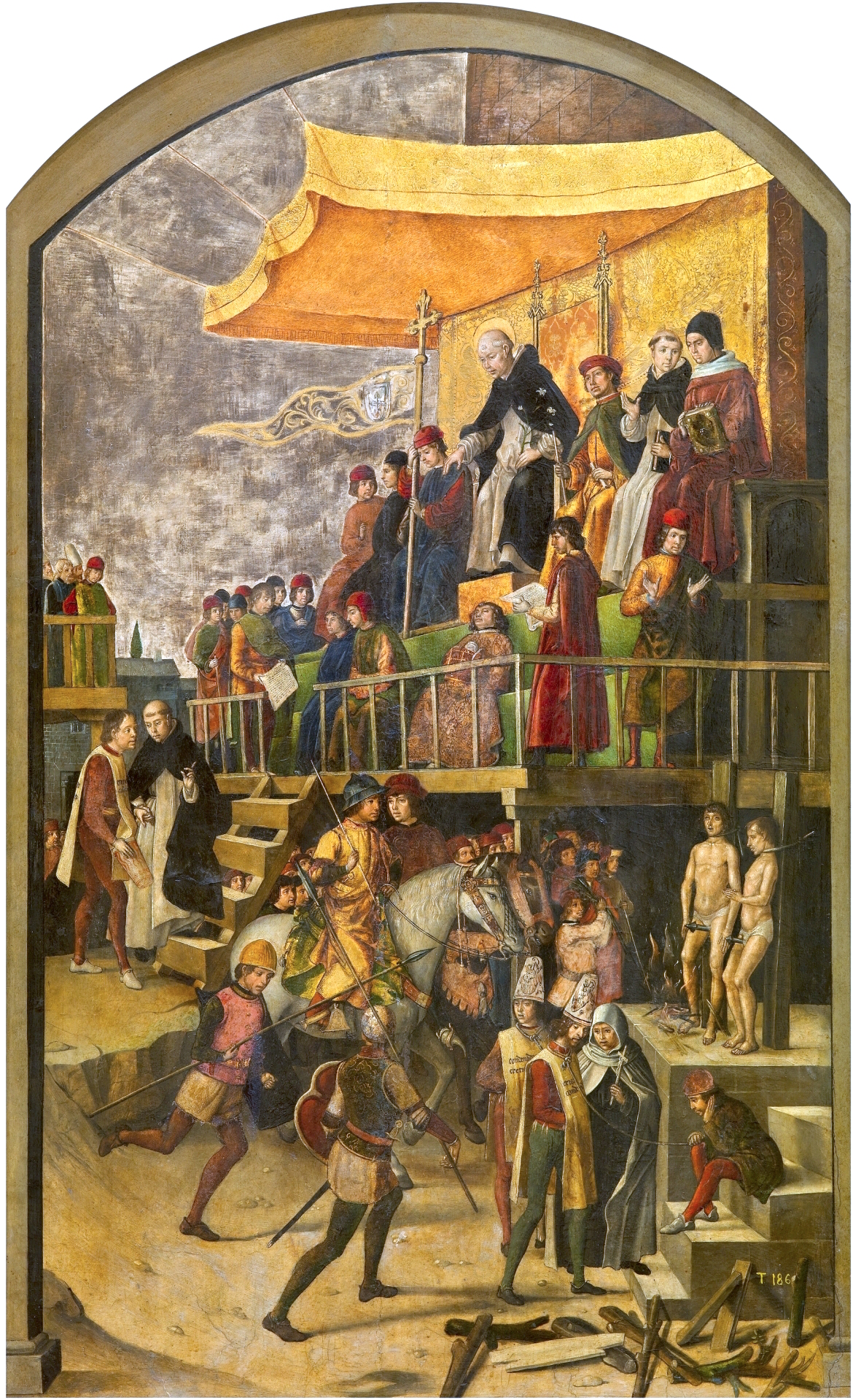
佩德罗·贝鲁格特所绘《在宗教裁判大會中的道明會會士》（Saint Dominic Presiding over an Auto-da-fé）的場景：高臺上頭頂有光環之主持者为聖道明。

西班牙伊莎貝拉女王於1478年要求教宗思道四世准許成立，用以維護天主教的正統性，以殘酷手段懲罰異端。思道四世雖曾指責，但聖座始終沒有禁止此種行為。
之後於1571年，來自西班牙的唐佩德羅·莫亞·孔特雷拉斯在墨西哥正式成立異端裁判所聖職部仲裁法庭，同時成為第一位裁判所長。此法庭最後停審於1820年。

### 罗马宗教裁判所
教宗保祿三世于1542年成立罗马异端裁判所，对整个天主教世界的宗教審判所保有監督權。罗马异端裁判所由教宗直接管理，有别于1478年建立的西班牙异端裁判所。保祿三世委任六名樞機构成一个中央法庭，称为神圣罗马公教异端裁判部，這個機構要求認罪的被告進行公開悔過的苦行，包括罰金、到聖地朝聖、穿上囚服、戴上桎梏、自我鞭打等。此外嚴重者還會被抄家或監禁，如伽利略即被判決受軟禁。
1904年，羅馬的宗教裁判所改為至聖聖部（Suprema Sacra Congregatio Sancti Officii），並於1965年改名為神聖信理部（Sacra Congregatio pro Doctrina Fidei）。「神聖」一詞1985年取消，成為今天的教義部。教義部繼續面對及捍衛世界價值對天主教的教義的挑戰與衝擊，如今天同性戀問題和性侵害問題等等。